# BASEBALL HEROES
『BASEBALL HEROES』（ベースボール ヒーローズ）は、コナミデジタルエンタテインメント（KDE）が提供する野球カードを利用したe-AMUSEMENT対応型アーケードゲーム及びそのシリーズ。略称は「BBH」。2005年11月11日稼動開始。e-AMUSEMENT対応タイトルで初めてエントリーカードがe-AMUSEMENT PASSになったタイトルでもある。
2015年6月30日4時59分稼動終了。稼働終了後はe-AMUSEMENT PASSの使用有無にかかわらず、全部のモードがプレイできなくなる。
2018年9月、後継作品として『BASEBALL COLLECTION』（コナミアミューズメント）が稼動開始。

## ゲーム概要
- ゲームシステムは『プロ野球スピリッツ』シリーズをベースにしており、選手の動作（投球・バッティング）等はほぼ同じである[5]。
- プレイヤーは自分が編成した野球チーム（NPB所属12球団）の監督となりオープン戦、ペナントレースを戦う。プレイヤーが直接投球・打撃・守備などのアクションをすることはない。
- プレイ時に選択するクレジット数に対応してプロ野球選手カードが払い出され、そのカードを使うことで自チームの強化、成長を図ることができる。
- 全国対戦モードは、基本的にはセ・リーグのチーム内と、パ・リーグのチーム内同士の対戦となるが、交流戦（BBH3以降）と日本シリーズ進行中は別リーグのチームとの対戦となる。BBH2008～2010ではペナントレース時は自チームを除く11球団が、BBH2014では自チームを含む全12球団がマッチング対象。なお、球場・先攻後攻の決定はランダムとなっている。
- 全国大会以外、同チーム同士対戦になることは無かった（BBH2010まで）。

## シリーズ作品
新作の稼動がプロ野球のシーズン終了前後であり、BBH2011までは各シーズンのデータを完全に反映できないことから、稼動開始後に追加カード配信を含めた大幅アップデートが行われていた。この大幅アップデートはオンラインで行われる。
- BBH2009までは約半年経過後に前年シーズン終了時のデータを反映した新カード『POWER UP VERSION』（パワーアップバージョン、PUV）を排出している。
- BBH2010では3バージョン体制となり、初期バージョン（カードには『OPENING VERSION』と記されている）→『HEAT UP VERSION』（ヒートアップバージョン、HUV）→『FINAL VERSION』（ファイナルバージョン、FV）にアップデートされた。
- BBH2011では初期バージョン→HUV→PUV→HEROES VERSION（ヒーローズバージョン、HV）の4バージョン体制となり、PUVで白黒カードの入れ替えが行われた。
- BBH2012はVol.1、Vol.2の2バージョンで運用、約半年経過後に次作のBBH2013にアップデートされた。
- BBH2013は2013年8月に新戦力中心の追加バージョンであるEXTRA VERSION（以下EX）1を配布、11月にVol.2（Vol.1から総入れ替え）が排出開始。EXについてはEX2（投手のみ）がVOL.2と同時に排出開始、2014年1月にEX3（野手のみ）が、2014年6月にEX4（ベテランと期待の若手選手中心）がそれぞれ排出された。各EXを1つのバージョンとみなすと6バージョンの排出があった。
  - 従来の追加バージョンと異なり、Vol.1,2とEXTRA VERSIONは違うピローを使用している。
  - また、2014年7月にはEXTRA VERSION MIXとしてEX1-4の選手を再収録したパックが登場した。
- BBH2014ではAPPENDがそれぞれのバージョンの追加カードとして排出される。

BBH2012・2013では「プロ野球最新データ連動」としてカードに能力を記載せず、シーズン中に能力が変動する仕様になっている。BBH2013では連動カードと過年度の成績に基づく能力固定カードが混在する。
新バージョンではブースターパックの柄も変化し、新カード追加及び特定カード（移籍・退団・引退選手が主な対象）の排出停止を知らせている。新作稼動後一定期間経過後に旧作のe-AMUSEMENTサービスは終了する。
| タイトル                        | バージョン          | カード表記  | 稼働開始日     | サービス終了日時       | 備考       |
| ------------------------------- | ------------------- | ----------- | -------------- | ---------------------- | ---------- |
| BASEBALL HEROES                 | （初期）            | 1.0         | 2005年11月11日 | 2007年3月30日7:00      |            |
| BASEBALL HEROES                 | POWER UP VERSION    | 1.5         | 2006年5月上旬  | 2007年3月30日7:00      |            |
| BASEBALL HEROES 2               | （初期）            | 2.0         | 2006年10月25日 | 2008年1月31日23:59     |            |
| BASEBALL HEROES 2               | POWER UP VERSION    | 2.5         | 2007年5月18日  | 2008年1月31日23:59     |            |
| BASEBALL HEROES 3               | （初期）            | 3.0         | 2007年10月24日 | 2009年4月30日23:59     |            |
| BASEBALL HEROES 3               | POWER UP VERSION    | 3.5         | 2008年4月24日  | 2009年4月30日23:59     |            |
| BASEBALL HEROES 2008 制覇       | （初期）            | 4.0         | 2008年10月22日 | 2010年4月30日23:59     |            |
| BASEBALL HEROES 2008 制覇       | POWER UP VERSION    | 4.5         | 2009年4月30日  | 2010年4月30日23:59     |            |
| BASEBALL HEROES 2009 覇者       | （初期）            | 5.0         | 2009年10月28日 | 2011年3月31日23:59     |            |
| BASEBALL HEROES 2009 覇者       | POWER UP VERSION    | 5.5         | 2010年4月15日  | 2011年3月31日23:59     |            |
| BASEBALL HEROES 2010 WINNER     | （OPENING VERSION） | 6.0         | 2010年9月22日  | 2012年3月31日23:59     | PASELI対応 |
| BASEBALL HEROES 2010 WINNER     | HEAT UP VERSION     | 6.5         | 2010年12月24日 | 2012年3月31日23:59     | PASELI対応 |
| BASEBALL HEROES 2010 WINNER     | FINAL VERSION       | 6.9         | 2011年5月12日  | 2012年3月31日23:59     | PASELI対応 |
| BASEBALL HEROES 2011 SHINE STAR | （OPENING VERSION） | 7.0         | 2011年9月21日  | 2013年3月31日23:59     | PASELI対応 |
| BASEBALL HEROES 2011 SHINE STAR | HEAT UP VERSION     | 7.3         | 2012年3月23日  | 2013年3月31日23:59     | PASELI対応 |
| BASEBALL HEROES 2011 SHINE STAR | POWER UP VERSION    | 7.6         | 2012年6月29日  | 2013年3月31日23:59     | PASELI対応 |
| BASEBALL HEROES 2011 SHINE STAR | HEROES VERSION      | 7.9         | 2012年7月30日  | 2013年3月31日23:59     | PASELI対応 |
| BASEBALL HEROES 2012            | Vol.1               | 12Vol.1     | 2012年9月26日  | アップデートにより移行 | PASELI対応 |
| BASEBALL HEROES 2012            | Vol.2               | 12Vol.2     | 2013年1月9日   | アップデートにより移行 | PASELI対応 |
| BASEBALL HEROES 2013            | Vol.1               | 13Vol.1     | 2013年4月25日  | アップデートにより移行 | PASELI対応 |
| BASEBALL HEROES 2013            | EXTRA VERSION 1     | 13EXVer.1   | 2013年8月19日  | アップデートにより移行 | PASELI対応 |
| BASEBALL HEROES 2013            | Vol.2               | 13vol.2     | 2013年11月8日  | アップデートにより移行 | PASELI対応 |
| BASEBALL HEROES 2013            | EXTRA VERSION 2     | 13EXVer.2   | 2013年11月8日  | アップデートにより移行 | PASELI対応 |
| BASEBALL HEROES 2013            | EXTRA VERSION 3     | 13EXVer.3   | 2014年1月31日  | アップデートにより移行 | PASELI対応 |
| BASEBALL HEROES 2013            | EXTRA VERSION 4     | 13EXVer.4   | 2014年6月12日  | アップデートにより移行 | PASELI対応 |
| BASEBALL HEROES 2014            | Vol.1               | 14Vol.1     | 2014年8月1日   | 2015年6月30日 4:59     | PASELI対応 |
| BASEBALL HEROES 2014            | Vol.1 Append1       | 14Vol.1 Ap1 | 2014年9月4日   | 2015年6月30日 4:59     | PASELI対応 |
| BASEBALL HEROES 2014            | Vol.1 Append2       | 14Vol.1 Ap2 | 2014年10月8日  | 2015年6月30日 4:59     | PASELI対応 |
| BASEBALL HEROES 2014            | Vol.2               | 14Vol.2     | 2014年11月14日 | 2015年6月30日 4:59     | PASELI対応 |
| BASEBALL HEROES 2014            | Vol.2 Append1       | 14Vol.2 Ap1 | 2014年12月10日 | 2015年6月30日 4:59     | PASELI対応 |
| BASEBALL HEROES 2014            | Vol.2 Append2       | 14Vol.2 Ap2 | 2015年1月9日   | 2015年6月30日 4:59     | PASELI対応 |

## 筐体概要
BASEBALL HEROESの筐体はセンターステーションとそれに接続されたクライアントからなる。
センターステーションには、ランキングデータやプロ野球情報が表示されるディスプレイがあるほか、e-AMUSEMENT PASSとカードスリーブの販売機も設置されている。また、e-AMUSEMENT PASSをセンターステーションのカードリーダーにかざすことでデータを閲覧することもできる。
クライアントは一人専用で正面にタッチパネルを内蔵したディスプレイがあり、その右にe-AMUSEMENT PASS用のカードリーダーがある。また、プレイ終了後左側から選手カードが排出される。画面の前には10列（左から1番打者、2番打者、…、9番打者、DH制の投手に対応）のカードリーダー（以下の記述では「フィールド」と呼ぶ）があり、ここに選手カードを置くことで選手へのきめ細かい指示などが可能（詳細は後述）。

## プレイ詳細
以下、標準設定時のプレイについて述べる。プレイ料金（公式サイト内で表示されている料金を表記）と選手カードの排出枚数は店舗側で設定変更できる。

### 料金体系
| モード                              | 料金         | 排出カード | 備考 |
| ----------------------------------- | ------------ | ---------- | --- |
| 途中終了なし                        | 500円        | 2枚        | |
| 途中終了あり （コンティニューなし） | 300円        | 1枚        | 4回～8回裏終了時に同点か負けている場合にコンティニューの選択画面になる。 1度コンティニューした場合は試合終了までプレイ可能。 |
| 途中終了あり （コンティニューあり） | 400円～600円 | 2枚        | 4回～8回裏終了時に同点か負けている場合にコンティニューの選択画面になる。 1度コンティニューした場合は試合終了までプレイ可能。 |

| モード                                | プレイ料金    | プレイ料金  | プレイ料金 | 排出カード | 備考 |
| モード                                | 現金          | PASELI      | PASELI     | 排出カード | 備考 |
| モード                                | 現金          | BBH2013まで | BBH2014    | 排出カード | 備考 |
| ------------------------------------- | ------------- | ----------- | ---------- | ---------- | --- |
| フルイニング・PREMIUM                 | -             | 750P        | 900P       | 3枚        | |
| フルイニング・EX                      | 500円         | 500P        | 600P       | 2枚        | |
| フルイニング                          | -             | 400P        | 400P       | 1枚        | |
| コンティニュー （コンティニューなし） | 300円         | -           | -          | 1枚        | 4回～8回裏終了時に同点か負けている場合に コンティニューの選択画面になる。 1度コンティニューした場合は試合終了までプレイ可能。 |
| コンティニュー （コンティニューあり） | 400円～600円  | -           | -          | 2枚        | 4回～8回裏終了時に同点か負けている場合に コンティニューの選択画面になる。 1度コンティニューした場合は試合終了までプレイ可能。 |
| VSチャレンジ                          | 100円/2プレイ | 45P         | 45P        | なし       | |
| BBHチャレンジリーグ・PREMIUM          | -             | 500P        | 600P       | 2枚        | BBH2013で追加。 |
| BBHチャレンジリーグ                   | 300円         | 300P        | 300P       | 1枚        | BBH2013で追加。 |
| チュートリアル                        | 300円         | 300P        | -          | 1枚        | BBH2011のみ。 |

### 試合開始まで
1. e-AMUSEMENT PASSを挿入（BBH2010以降ではセンターステーション同様、カードを読み取り部分に接触する方式に変更。2010年11月17日からは電子マネー対応携帯電話でも使用可能）後、暗証番号を入力する。
この段階で、必要クレジットを投入（PASELI使用時は不要）し、プレイモード・コンティニュー形式を選ぶ。
2. 新規プレイの場合、監督の名前と容姿、球団、所属都道府県、背番号（BBH2以降）を設定する。
監督の背番号は、初期登録メンバーの番号と永久欠番は設定できない。
新作への引き継ぎ時は、原則使用球団は変更できない。
3. 選手登録、背番号変更、一軍二軍入れ替えなどの選手管理を行う。
球団には45人（BBH2010からBBH2013の1月のバージョンアップまでは42人、BBH2008・2009では35人、BBH2・3では28人、BBH1では25人）の登録枠があり、初期状態では製品稼動開始年度の所属選手が20人登録されている。
登録枠は、一軍28人（ベンチ入り25人、オフ3人）、二軍17人（BBH2008・2009では7人、BBH2010からBBH2013の1月のバージョンアップまでは14人）。オフ枠はBBH2、二軍枠はBBH2008で追加された。
  - 選手登録

各プレイごとに選手カードを登録できる。登録できる時間は90秒だが、店によって設定が違うこともある（BBH3までは各プレイ10人まで）。
プレイフィールドに登録する選手カードを置くことで選手登録ができる。規定人数の枠からあふれる場合は登録を抹消する選手を選び、その選手と入れ替えることになる（抹消された選手の成長や成績などの記録は破棄される）。同一選手を複数登録することはできず（例外あり。詳細は後述）、経験値を破棄しての差し替えとなる（レベルが下がる場合もある）。
BBH2008以降では一度登録を抹消すると、抹消された選手は5試合経過するまで登録不可能になった。
  - 背番号変更

BBH3の2008年3月31日のバージョン以降、所属選手の背番号の変更が可能になった[8]。ただし監督自身の背番号、永久欠番、準永久欠番に入れ替えることはできない（ノスタルジックカードのOB選手については例外として自身の永久欠番をつけることができる。詳細は後述）。
  - 一軍二軍の入れ替え

二軍に落とした場合、二軍落ちした直後から6試合経過するまで一軍に昇格不可。一定レベルになるまで1試合ごとに経験値が加算される。
  - カードアルバム登録

BBH2011の2012年3月のバージョンで追加。稼働バージョンで排出されたカードを登録することによって、能力の閲覧ができる。球団ごとの登録枚数、通常カードの登録枚数、レアカードの登録枚数などの条件を満たすと各種デジカがもらえる。
4. プレイモード（後述）を選択する。
5. 先発メンバーを指定する。
登録した選手カードについては、フィールド上の対応する打順に応じた列にカードを置くことで指定する。登録していない選手については、タッチパネルで操作する。また、オンライン対戦ではこの間に対戦相手の受付を行う。対戦相手が見つからなかった場合は、実在の監督相手にコンピュータ戦を行う。アイテムデジカ・攻略デジカ・EXスキルの設定などもこの時間に行う。

### プレイモード
- オープン戦 - BBH2010までおよび2013は初段に到達するまでのオンライン対戦モード。BBH2011・2012ではランクに関係なく、CPUと対戦するモードとなった。
- ペナントレース
  - BBH2011以外

通常のオンライン対戦モード（BBH2010までは初段到達以降のみでプレイ可能）。一定期間（BBH2009までは月前半戦（1日～15日）・後半戦（16日～月末）、BBH2010以降は1週間。BBH3以降は、交流戦が行われる期間がある）ごとの成績を競う[9]、成績が優秀（後述）な場合、次のシーズン期間中に、クライマックスシリーズと日本シリーズのモードをプレイできる。この2つのモードはペナントレースの代わりに表示されるため、終了するまで通常のペナントレースは参加不可能。
  - BBH2011のみ

各プレイヤーが10試合（5、6戦目は交流戦）ごとの成績を競う。マッチングは「レッド」「ブルー」2グループと、IからVIまでの6ランクに分かれ、1軍の他球団所属選手が「3人以下」「4人以上」からグループ、監督ランク・チーム戦力値・EXスキルなどからランクを判定し、同じグループ、ランクの近いチーム同士で対戦する。自チームの試合以外の試合については、自動的にシミュレートされ、その結果3位以内になった場合、クライマックスシリーズに参加できる。
なお、クライマックスシリーズや日本シリーズのマッチング基準は「同じグループ」のみ。
- クライマックスシリーズ - BBH3で追加されたモード。
  - 前節のペナントレースで下記の条件を満たしていれば出場可能。
    - BBH3からBBH2010：「ペナントレースの上位50%になった」場合。
    - BBH2011：ペナントレースの自動シミュレートの結果3位以内になった」場合。
    - BBH2012以降：「グループ（自球団を含んだマッチングレートの近い6チーム）内でペナントポイントが3位以上（2013年3月より「全国ランキング上位50%以上になった」場合でも進出できるようになった）。

  - 全ての試合で勝利すると日本シリーズに出場でき、負けか引き分けでシリーズ敗退、終了となる。
BBH2009まで、ペナントレース上位10%のチームは第2ステージに相当する1試合、それ以外のチームは第1ステージからに相当する2試合を行うが、BBH2010以降は1試合のみとなった。
- 日本シリーズ - BBH2より追加されたオンライン対戦モード。参加条件は以下の通り。
  - BBH2：ペナントレースにてランキング上位10パーセントに入ること。
  - BBH3以降：クライマックスシリーズに優勝すること。
- 操作チームと違うリーグに所属する球団と対戦して勝ち越せば優勝。優勝か勝ち越しが不可能になった時点で終了となる。試合数は以下の通り。
  - BBH2からBBH2009：3試合（2試合終了時点でも2連勝で優勝、1敗1分もしくは2連敗の場合は敗退で終了）。
  - BBH2010以降：2試合（第1試合で負けた場合はその時点で敗退、終了）。
- 店舗内対戦 - 同一センターステーションに接続された他のクライアントのプレイヤーと対戦する。対戦相手がいない場合、COMとの対戦も可能。経験値・段位は変動しない。
- CPU対戦 - BBH2011・2012ではオープン戦、BBH2013では練習試合の名称。BBH3のバージョンアップで追加されたモード。モード名通りコンピュータチームと対戦する。対戦相手は実在12球団で、監督・選手編成も製品稼動開始年度のものである（カード化されていない選手が登場することもある）。レベルが設定されており、全国ペナントモードよりは少ないもののレベルに応じた経験値が獲得できる。
- キャンプ - BBH2014で追加。試合をプレイせずに選手を成長させるモード。
- 全国大会 - 期間限定で行われるイベントモード。詳細は後述。
- VSチャレンジモード - BBH2010で追加されたモード。プレイヤーは打順を編成し、後述のVSによる対戦を3アウトになるまで行い、スコアを競う。守備側としてプレイすることはできない。
  - 1球団ごとにノルマとなるスコアが用意されており、ノルマクリアやスコアに応じて選手デジカが獲得できる（スコアによっては獲得なしもある）。
- BBHチャレンジリーグ - BBH2013で追加。通常は高速試合で消化し、得点圏にランナーが進んだ場合や、最終回などの要所をプレイするCPU対戦モード。規定試合数までにCLボール（勝利時に3個+ボーナス、引き分け時に1個獲得。ボーナスは戦力差により変化）を昇格基準までためるとリーグ昇格。規定試合消化しても降格基準を超えられなければ降格。このモードではサインとSサインの使用回数が無限となっている。
- チュートリアル - BBH2011のみの初心者専用モード。ガイド役のマネージャーキャラクター「芝姫 翠」（しばひめ みどり）の指示に従ってプレーし、BBHの基本的な操作方法を身に付けていく。
- ビクトリーロード - BBH2011のみのCPU対戦モード。主に初心者向け。様々なCPUチームと対戦して勝ちあがっていき、BBHの基本的な知識や勝ち方を身に付けていく。また、ストーリー仕立てで進行していることも特徴である。

### 試合
- 試合進行の簡略化のため、基本的に打撃は結果の出る最後の投球（三球三振という実況が入ることもあるため常に2ストライク、3ボールのフルカウントとは限らない）から表示される（ファウル・牽制・盗塁・途中の投球もある）。BBH2008以降では球数も表示される。
- ピッチャーがボールを投げるまでの間に、両サイドは選手達に指示を送ることができる。また、投手と打者の読み合いによる勝負を指定することもできる。
- 選手への指示は、打者はパワー重視かミート重視、投手の場合は球速重視かコントロール重視か（BBH2008以降は三振狙いか打たせて取るピッチングか）をそれぞれ指定。カード選手についてはフィールド上での前後移動による力配分、ノンカード選手についてはタッチパネルで選手名に触れることによるトグル切り替えで行う（一部ノンカード選手はタッチパネルで力配分を調整できる）。

コマンドの説明
どちらかのプレイヤーがコマンドを使用した場合、試合進行が中断され、作戦を練る時間が与えられる。これらのコマンドのうち、サインと選手交代についてはイニング終了時にまでに使い尽くした場合は、次イニング開始時に1回分補充される。
1. サイン（使用回数：15回（途中終了なし）、8回（途中終了あり））
選手にバッティングまたはピッチング及び守備シフトなどの指示を送るコマンド。引っ張り、流し打ちなどの打球方向の指示や内角攻め、外角攻めなどのコースの指示、内野前進やゲッツーシフト、外野右シフトなどの守備位置の指示が行える（敬遠は3回まで）。シリーズによって選択できるサインが異なり、作品が変わるごとに選択できなくなるサインもある。BBH2014では選手のスペシャルスキルにより指示できるサインが増えたり、名前が変わったりする。
監督がサインを選手に送った場合、その結果により監督評価が上下する（BBH2まで）。また、BBH2009以降では、互いに選んだ作戦の相性が表示される。
  - 熱血サイン（使用回数：3回（途中終了なし）、1回（途中終了あり））
BBH2014で登場。3-5つ程度のサインの中から1つを選ぶ。サインをタッチすると相手のサインに対する相性が表示される。熱血サインは通常サインよりも相性が結果に反応されやすい。
    - スペシャルサイン（使用回数：5回（途中終了なし）、3回（途中終了あり））
BBH2012・2013で登場。ターニングポイント（得点圏にランナーが進み、先制・追加点・逆転のチャンスとなった場合や、投手が打ちこまれ動揺状態になった場合に発動）の時に選択可能。熱血サインよりもさらにサインの相性が結果に反映されやすい。BBH2012稼働当初はターニングポイントになった場合、通常のサインに変わり選択できるシステムだったが、バージョンアップにより通常のサインとは独立した。
2. 選手交代（使用回数：8回（途中終了なし）、4回（途中終了あり））
代打や代走、守備固めやリリーフ登板などに用いる。操作については先発メンバー指定と同様。投手に代打を起用した場合、次の守備ではコマンド回数を消費することなく選手交代ができる。このとき、投手以外の打順に投手を入れる場合に守備位置を変更しなかったり、キャンセルボタンを押すと投手に比べて著しく投手能力の低い野手が登板することになる（最低1人と対戦しないと投手交代できない）。この現象は時間切れでも起こる。
3. VS（使用回数：5回（途中終了なし）、3回（途中終了あり））
投手、野手がお互いに狙うコース（黄色と赤の◎の形をしたVSサークルとして表示）を指示して勝負を行う。BBH1及びBBH2008からBBH2013では相手プレイヤーのコース指示の傾向、BBH2およびBBH2014では打者の得意コース及び苦手コース（このコースの付近では野手のVSサークルの大きさが変化）、BBH3では投手の投げたコースと打ちやすさを示したコース（このコースの付近では投手、野手ともにVSサークルの大きさが変化）が表示される。指示したコースが一致した（赤いサークルが重なった）場合には打者が投手であっても本塁打になる可能性が高く、逆にコースの読みが外れれば三振になる可能性が高い（BBH2以降では四球になる可能性もある）。
  - BBH2009-2013では、タイミングの指示も行うようになった。コースの読みが合っていてもタイミングが外れればサークルは小さくなり、コースが外れてもタイミングが合っていればサークルが大きくなるために結果に影響を及ぼすこともある。
  - BBH2014では、投手は投げる球種、野手は狙う球種も指定する。双方のVSサークルは球種指定の結果、大きく移動することがある。

- コンティニューモードの場合、4回以降負けているか同点の場合はコンティニュー選択となる（1回のみ。コンティニュー選択になったイニングによって必要金額は変動する。最大300円）。コンティニューした場合、コマンドの回数が補充され、9回までプレイできる。コンティニューしなかった場合、その時点で試合が終了（同点の場合は原則引き分け）し、成績等が反映される。

### 試合終了後
- 今回の試合の結果による段位や評価の変動などを確認した後、選手カードが排出される（設定によっては排出がない場合やコンティニューした場合でも2枚払い出されない場合もある）。
- 監督ランクの評価方法は作品により異なる。
  - BBH1では勝利するとゲージが増えて、試合結果に合わせてランクが昇格または降格する。
  - BBH2では級位はBBH1同様に試合終了後に試合内容に応じて経験値が入り、級が上昇する。段に昇格するとリーグ内での自チーム以外の5球団との最新の対人戦3試合の結果で勝ち越すと星が付き、昇格する。反対に同チームに負け越すと星は没収となり、降格する（2006年12月14日のバージョンアップで評価方法が変更され、将位と段位で星の獲得判定が異なるようになった）。
  - BBH3以降では全階級で球団問わず対人過去3連戦ごとに試合結果の評価が行われる（将位・段位・級位で星の獲得判定が異なる。級位ではCPU戦も評価対象になる）。また、それとは別に対戦相手ごとの3連戦評価も行われており、勝ち越すことで評価が溜まり、一定値を超えると星に変換される。

#### 異名
BBH3以降では特定の条件（規定数試合する、規定数勝利する、サヨナラホームランを打つ）などすると異名が与えられ、監督に異名を1つつけられる。

#### ヒーローズペナント
BBH2009のみ。1日を18のブロックに分け、それぞれの時間帯の成績を野球のスコアに見立てて試合を行う。規定試合数を終えた後で上位3チームがクライマックスシリーズを戦い、両リーグの優勝チームが日本シリーズを行う。

#### 師弟・ライバル
BBH2009のみ。プレイヤーに割り振られた「BBH」コードを使用して師弟関係やライバル関係を結ぶことができる（プレイヤーの監督ランクによる条件あり）。

## WORLD BASEBALL CLASSIC
BBH2009では実況パワフルメジャーリーグ2009、プロ野球スピリッツ6に引き続きワールド・ベースボール・クラシックモードが搭載されており、WBCモード専用の野球選手カードも用意されている。排出カードは従来のプロ野球モードと別のピローがつかわれており、排出方法は設置店舗により異なる。

### プレイモード（WBC）
WBCモードでは4つのモードが搭載されている（WBCモードを利用した全国大会もある）。
- 2009 WORLD BASEBALL CLASSIC（CPU対戦のトーナメント）
- ONLINE MATCH（対人戦のオンライン対戦）
- 店舗内対戦（対人戦）
- CPU対戦

2009 WORLD BASEBALL CLASSICモードでは2009年大会で実施されたものと同様のトーナメントを戦う。9回で同点の場合は延長制度（またはタイブレーク制）は適用されず、引き分け・無効試合となり同じ試合を戦う。投球数の制限が設けられており、制限を越えた場合は投手を交代させなければならない。ROUND1,ROUND2（ダブルイリミネーション方式）で2勝する前に2敗した場合、FINAL ROUNDでは1回でも負けた場合は敗退となる。敗退か優勝した時点でトーナメントは終了。次のトーナメントを最初からやり直す。
その他のモードは基本的に1試合区切りの対戦となる。
チームはプレイの度に変更できる。ただし2009 WORLD BASEBALL CLASSICモードのトーナメント途中での変更はできない。

### 選手カード
WBC用選手カードは各国の2009WBC代表選手がカード化されている（一部の国ではカード化されていない選手もいる。なお、日本代表は負傷交代した村田修一と代替選手の栗原健太がともにカード化されている）。このカードは選手の所属チームにのみ登録させることができる。ただし、通常のプロ野球モードに登場する選手でもプロ野球モードにWBC用選手カードは使用できず、逆にWBCの代表選手であっても通常のプロ野球選手カードをWBCモードに使用することもできない。
WBC専用カードは
- ALL TOURNAMENT TEAM（WBCの表彰選手）カード（指名打者含め各ポジション1枚、投手と外野手は3枚の計12枚）
- SPECIALカード（ベスト4に残った日本、韓国、アメリカ、ベネズエラ各3枚の計12枚）
- レギュラーカード（253枚。チームによって発行枚数が異なる）

の3種類があり、ALL TOURNAMENT TEAMカードは通常のプロ野球選手カードのGREATカード同様、能力値は『SECRET』表記となっている。また、全てのWBCカードはカード面の選手名、能力値が英語表記となっている。

## プロ野球選手カード
日本プロ野球所属の全12球団の選手の一部カード化されている。選手カードを使用することにより、本来の所属球団以外のチームに選手を在籍させることができる。また、経験値を貯めて選手レベルが成長すれば能力が強化されたりカードに表記されているもの以外のスキルを覚えたりすることがある。

### 使用できる選手
原則として、各バージョンでは下記に該当する選手の全券種が使用可能。
1. 同年度の製品版の年度（BBH2014の場合は2014年4月11日時点）でNPB12球団の支配下登録選手（育成選手除く）
2. 同年度の製品版の年度でNPB12球団の一・二軍監督・コーチとして登録される選手
3. ノスタルジックおよびノスタルジックプレミアム選手（以下OB選手）

上記に該当しない選手は使用できず、シーズン途中の契約解除・支配下登録抹消により同年度のバージョンで使用不可にされる場合もある。また、BBH2013では現役時代にカード化されたOB選手が初めてノスタルジックプレミアムカードとして登場したが、現役時代のカードは使用可能になっていない。支配下登録選手についてはアップデートで使用可能選手が追加される場合がある（例：BBH2014稼動当初はジョン・ボウカーなどのように4月11日以降の支配下登録選手は使用不可となっていたが、2014年8月27日のアップデートによって使用可能となった）。
使用可能な選手であれば過去のカード（以下旧券）も使用できるが、NPBと契約の関係上、旧券はOB選手を除いて最新作のカード（以下新券）のように写真が表示されない。また前述のWBCモード用選手カードをBBH2010以降で使用することもできない。
BBH2008以降は「球団所属選手」の概念が導入された。同年度の製品版でプレイチームと同じチームに支配下選手登録、コーチ・監督として所属する非OB選手（カード化されていない選手や旧バージョンの同一選手のカードを含む）は、その球団の「球団所属選手」である。1軍の「他球団所属選手」（「球団所属選手」以外の選手及びOB選手）の登録人数は、一部全国大会の参加可否と、ペナントレースを含む各モードのマッチングに影響する。
なおBBH2011の#第2回スリースターズカップ以降、移籍などの理由により、同バージョンの稼動期間に所属球団を変更した場合、移籍元・移籍先両方の所属選手として扱われる。
球団所属選手や使用不可選手の一覧は公式サイトやセンターステーションに掲載されている。

### カードレベル
選手のレベル最大値は作品により異なる（そのカードで到達できる最大レベルまで育てれば能力は同じになる）。OB選手はレベルが設定されていない。
| BBH1 | BBH2-2013 | BBH2014                |
| ---- | --------- | ---------------------- |
| 5    | 9         | 100（新券）/50（旧券） |

前作から継続してプレイする場合、BBH2→3以降は前作の選手データ（引き継ぐ次回作にも登場する選手のみ。BBH2013→2014の引き継ぎでは、ドリナイ選手はいったん登録解除される）が引き継がれる。通算成績はそのまま引き継がれるが、選手レベル、キャリアが減算される場合がある。
キャリアアップシステム
BBH2010から2013まで搭載。レベル9になった選手のレベルとEXスキルをリセットする代わりにキャリアを上げることでより強力なEXスキルを覚えて選手強化ができる（BBH2013ではリセットはされず、自動的にキャリアアップする）。
開眼システム
BBH2014に搭載。レベル50に達したBBH2014カード登録選手（BBH2013キャンペーンカード含む）を開眼させることで、レベル100まで成長できる。レベル51以降に成長するパラメータはランダム（選手ごとに上限が設定されている）。「心機一転」させることで再びレベル50からやり直すことも可能。
旧作カードに対する制約
同一選手のカードのバージョンの変更は選手登録メニューを使ってシーズン途中でも変更できるが、旧作のカードは最新作のカードと比較すると以下のような制約がある。ただし新券での最高レベルよりも旧券の方が能力の高い場合があるため、旧券の価値が新作登場後に高騰する場合もある。
- 成長しにくい（獲得経験値やレベルアップ必要経験値で差別化、キャリア・レベルの上限が新券より低いなど）
- 新券以外のカード（旧券→旧券、新券→旧券）に差し替えると、新券への差し換え（旧券→新券、新券→新券）よりも経験値・レベル・キャリアなどに対してペナルティが課される場合がある
- 選手アビリティ、プロ野球最新データ連動が反映されない
- マルチバージョン登録（BBH2012以降、新券を登録した場合に旧券も同時に登録することで経験値獲得時にボーナスがもらえる。差し替えたい場合は登録後に通常の方法で差し替えられる）ができない

### カードの種類
排出開始バージョンによる分類と、カードのレアリティによる分類が存在し、前述のWBC専用カードを除く31バージョン（ロケテスト・キャンペーン除く。排出開始時期による分類。詳細は#シリーズ作品節参照）のカードが存在する。
BBH2010以降、レアリティに加え6段階のレアリティレベル（BBH2014では☆6～☆1、BBH2010-2013までは☆無し～☆5）設定されている。

#### レアリティ
キャンペーンカード以外は初登場の順に記述する。
BBH1で初登場
- グレートカード（GREAT,GR）
1バージョンで各チーム1人ずつ、計12種類存在するカード。該当選手は、チームの顔とも言える選手や該当年度にタイトルを獲得した選手などが選ばれている。カードも綺羅タイプで、文字が金色の箔押しになっている。また、BBH2013まで能力値はすべて『SECRET』表記になっていたが、BBH2014では能力値が公開され、BBH2013以前のGR・KP・RPカードもBBH2014では能力が公開されるようになった。
- スペシャルカード（SPECIAL,SP）
各チームの一線級の選手が該当する。デザインもGRカード同様、ホログラムになっている。文字や能力表記等は通常だが、BBH2以降は、背番号・選手名がチームカラーの色になった。成長後の能力が同バージョンの白カードや黒カードより高い場合がある。
- 黒カード（BLACK,B BBH2010-2012はREGULAR BLACK,RB、BBH2013以降はREGULAR,RG）
外枠が黒色のカードで、ホログラム加工などはされていない通常レアリティのカード。
対象となる選手はチーム内の能力値の上位の選手であったが、BBH3以降は能力値の最も高い白カードより能力値の低い黒カードも存在する。
- 白カード（WHITE,W BBH2010-2012はREGULAR WHITE,RW、BBH2013以降はNORMAL,NM）
黒カード同様の通常レアリティのカードで、カード周りの縁が白になっている。BBH2009までは初期バージョンのみでの発行だったが、BBH2010 HUVでは追加バージョンとしては初めて白カードが登場した。
対象となる選手は、若手選手や、1軍に登録される機会が少ない比較的能力が低い選手が対象となるが、中には成長すると大化けする可能性を秘める選手もいる。また、BBH3以降では絶好調のさらに上の最高潮になる場合がある。
- ロケテスト（ロケテ）カード（TEST,T）
製品版の正式稼動の前に、試験的に設置されたロケテスト仕様のカード。カードの周りの縁の色が緑（BBH1のロケテストカードは白）で、背面は白。能力値が製品版のカードと異なるカードもある。
BBH2009以降、BBH1のロケテストカードに限り、ゲーム使用時にBBH1製品版のカードと同じ能力になることが明記されている[14]。
製品版でも使用停止選手にならない限り使用可能だが、ゲーム上での取り扱いは黒・白カードと同レベルである。ただ、BBH1のロケテストカードは一部白カード扱いのためカードの強さは黒カードレベルでも最高潮になる選手がいる。
短期間かつ少数店舗での排出であり、選手によっては排出枚数が少なく価値が高いものもある。

BBH2で初登場
- アザーカード（OTHER,OT）
デザインや能力値はSP・EX・RSカードと変わりないが、写真が通常と違い記録達成や練習中の風景などが用いられている。また、『OTHER CARD』と、金色のマークなどが付いている。

BBH3（PUV含む）で初登場
- ハイライトカード（HIGHLIGHT,HL）
OTHERカードの白黒版であり（色は同じバージョンの同選手のノーマルカードに準拠）、勝利の瞬間・ヒーローインタビューの写真が用いられている。1バージョンにつき各チーム1枚。BBH2009・2010・2012では最終バージョン（PUV・FV・VOL.2）で発行され、BBH2011ではハイライトキャンペーンのカードとして12枚セットでプレゼントされた。能力値はBBH2011を除きノーマルカードと変わりないが、表面の写真が通常と違い横向きである。
- ノスタルジックカード（NOSTALGIC,NS）・ノスタルジックプレミアム（NOSTALGIC PREMIUM,PR,BBH2010以降はNP）
PUVで初登場。カード排出開始時点で現役を引退しているOB選手であり、NPカードはSP・RG・EXカードにおけるOTカードのように上位プレミアのカードである。
- OB選手には以下の特徴がある。
基本的に永久欠番の番号に選手の背番号を設定することはできないが、OB選手は登録チームも一致する場合に限り、本人の永久欠番を設定できる（例：長嶋茂雄を巨人に登録した場合は、背番号を3に設定できる）。
  - 「支配下登録から外れた選手は使用不可能」の規則（#使用できる選手参照）が適用されず、使用可能かどうかは個別に設定される。
  - 1チームにつき制限人数（現在は3人）しか登録できない。
  - ランキング集計から除外される。
  - 選手レベル・選手アビリティが設定されていない。
  - どのチームで使用しても球団所属選手にならない。
  - 能力値は『SECRET』表記（BBH2014でも能力は公開されない）。
  - BB2010のホームランキャンペーン第2弾カードとして配布されたランディ・バース、ウォーレン・クロマティ2選手とBBH2011のホームランキャンペーン第3弾カードのOB12選手はOB選手扱い。

BBH2008（PUV含む）で初登場
- フューチャースターカード（FUTURE STAR,FS）
PUVで初登場。該当年度に活躍した期待の若手・中堅選手のカード。デザインはスペシャルカードに近い。

BBH2009（PUV含む）で初登場
- ドラフトファーストカード（DRAFTED 1st,D1）
前年度にドラフト1位指名された選手のカード。デザインはOTHERカードに近いが、入団会見時の写真が用いられている。各チーム1枚。
- MVPカード（MVP,MVP）
PUVで初登場。該当年度のシーズンMVP選手がカード化されている。能力値はGR同様『SECRET』表記。

BBH2010（HUV・FV含む）で初登場
- キーパーソンカード（KEY PERSON,KP）
GR同様能力表記は「SECRET」。
- パラレルカード(PARALLEL,PR）
SP・EX・RS同様ホログラム加工されているが、排出率がRSより低い。
- オープニングクリーンアップヒッターカード（OPENING CLEAN-UP HITTER,OH）
- オープニングスターティングピッチャーカード（OPENING STARTING PITCHER,OP）
開幕試合の先発投手とクリーンアップ打者のカード。
- ライジングカード（RISING,RS）
SPカードと同様。BBH2011・2013ではシーズン終了後の追加カードとして登場した。
- リスペクトカード（RESPECT,RP）
HUVで登場。GR・KP同様能力表記は「SECRET」。
- オールスターカード（ALL-STAR,AS）
HUVで登場。オールスターゲームの各試合の表彰選手のカード。
- インターリーグカード（INTER LEAGUE,IL）
HUVで登場。セ・パ交流戦の場面が使用されている。
- スペシャリストカード（SPECIALIST,SL）
HUVで登場。盗塁・守備など、特色のある選手がカード化されている。
- アイアンアームカード（IRON-ARM,IA）
HUVで登場。中継ぎ・抑え投手として登板数が多い選手が3枚に分かれてカード化されている。
通常のカードは1選手につき1カードしか登録できないが、IAおよび後述するSG・SA・DSカードは同選手3種類を登録できる。2枚以上登録した場合、選手の能力が上昇する。
- タイトルホルダーカード（TITLE HOLDER,TH）
FVで初登場。表彰タイトル受賞者のカード。
- ベストナインカード（BEST NINE,BN）
FVで初登場。ベストナイン受賞者のカード。
- スラッガーカード（SLUGGER,SG）
FVで登場。主力打者がカード化されている。
- エキサイティッドカード（EXCITED,EX）
FVで登場。SP・RSと同様。

BBH2011（HUV・PUV・HV含む）で初登場
- クローズアップカード（CLOSE UP,CU）
移籍選手、新外国人選手、若手選手などの注目選手のカード。
- エキスパートカード（EXPERT,EP）
HUVで初登場。SLカード同様役割の表記がある。
- ストロングアームカード（STRONG-ARM,SA）
PUVで登場。IAと同様だが先発投手も含めてカード化されている。
- ドラマチックスイングカード（DRAMATIC SWING,DS）
HVで登場。SGと同様。

BBH2012で初登場
- トゥルーボーンカード（TRUEBONE,TB）
生え抜きベテラン選手[15]が各チーム1名選ばれている。
- スーパールーキーカード（SUPER ROOKIE,SR）
新人選手から各チーム1名選ばれている。D1カードと異なり、写真はユニフォーム姿である。
- サプライズカード（SURPRISE,SS）
Vol.2で登場。「驚くべき活躍」をした選手が各チーム1名選ばれている。

BBH2013（EX含む）で初登場
- アワードカード（AWARD,AW）
ベストナインと各種タイトル受賞者のカード。能力固定。
- メモリアルカード（MEMORIAL,MM）
前年度の活躍選手のカード。能力固定。
- 侍ジャパンカード（SAMURAI JAPAN,SJ）
EX1で登場。2013 ワールド・ベースボール・クラシック日本代表のカード。日本代表が選出されなかった横浜DeNAベイスターズの選手カードはない。日本代表ユニフォームを着用しており、チームロゴが記載されていない。
- リバイバルカード（REVIVAL,RV）
EX1で登場。中堅・ベテラン選手の全盛期を再現したカード。後述するBBH2011のキャンペーンカード第2弾同様、再現年度が表記されている能力固定カード。
- ニューパワーカード（NEW POWER,NW）
EX1で登場。新戦力選手のカード。
- エキサイティングピッチカード（EXCITING PITCH,ET）
- エキサイティングスイングカード（EXCITING SWING,ES）
ETはEX2で、ESはEX3で登場。好投手・好打者のカード。
- ベテランカード（VETERAN,VR）
EX4で登場。ベテラン選手のカードだが、発行時点ですでに引退・退団している選手もいる。

BBH2014で初登場
- ウルトラレアカード（ULTRARARE,UR）・スーパーレアカード（SUPERRARE,SE）
グレートカードの上位レアカード。初期値が白黒カードより高い。

なお、APPENDではMONSTER・MACHINE・IMPRESSIONといったデザインが施されているカードがあるが、レアリティ上はSPで統一されている。

##### キャンペーンカード
カード表記はCP。プレゼントキャンペーンや雑誌付録として登場したカード。OBカードを除き各シリーズ各チーム1選手がカード化。
BBH2009のキャンペーンカード
- 週刊ベースボール限定仕様カード
  - 週刊ベースボール2009年11月30日号（2009年11月18日発売）1冊につき1枚封入されていたBBH2009のプロモーションカード。通常銀色のカードの枠の箔押しが金色になっている。それ以外のデザイン・能力値などは黒カードと同じである。
- 猛打炸裂!!キャンペーンカード
  - 2010年5月26日～2010年6月28日の期間で携帯電話サイトで抽選を行っていた限定仕様カード。BBH2009 PUVで黒カードとして登場した選手の中から選ばれている。ホログラムカードであり、黒カードより成長後の能力が高い。

BBH2010・2011のキャンペーンカード
- ホームランキャンペーン特製選手カード
特定期間にゲーム筐体で抽選を行い、当たり（ホームラン）を出したプレイヤーにプレゼントされる限定仕様カード。
  - BBH2010第1弾（抽選期間：2010年11月26日-2011年1月10日）：BBH2010で登場した選手の中からベテラン選手を中心に選ばれている。サイン入りのホログラムカード。
  - BBH2010第2弾（抽選期間：2011年4月8日-2011年5月8日）：BBH2010 HUVで登場した選手の中から若手選手を中心に選ばれているほか、前述の通りランディ・バースとウォーレン・クロマティの両外国人OB選手が「満塁ホームラン賞」のノスタルジックカードとして登場する。
  - BBH2011第1弾（抽選期間：2011年12月9日-2012年1月15日）：BBH2011で登場した選手の中から選ばれている。
  - BBH2011第2弾（抽選期間：2012年3月16日-2012年4月22日）：BBH2011で登場した選手の中からベテラン選手を中心に選ばれており、その選手の全盛期を再現しカード化（REVIVAL 2005など年度表記あり）されている。
  - BBH2011第3弾（抽選期間：2012年8月17日-2012年9月16日）：OB選手の中から12人がカード化されている。以前のノスタルジックカードと違うチームの写真が使われている選手もいる。

BBH2012・2013のキャンペーンカード
- プレミアム選手カードキャンペーン
  - BBH2012（抽選期間：2013年2月1日-2013年3月31日）：ヒーローインタビューを受けている選手の写真が使われている。
  - BBH2013（抽選期間：2014年1月24日-2014年3月23日）：2013年に活躍した選手がカード化されており、表面にはGREATESTと印字されている。BBH2014では旧カードながら新育成システムの「開眼」が使用できる。

#### カードの枚数
バージョンごとのレアリティ別カード枚数は次表の通り。一部のレアリティを除き各チーム同じ枚数がカード化されているため、12の倍数であることが多い。
| 作品 | BBH1 | BBH1 | BBH2 | BBH2 | BBH3 | BBH3 | BBH2008 | BBH2008 | BBH2009 | BBH2009 |
| Ver. | 1.0  | 1.5  | 2.0  | 2.5  | 3.0  | 3.5  | 4.0     | 4.5     | 5.0     | 5.5     |
| ---- | ---- | ---- | ---- | ---- | ---- | ---- | ------- | ------- | ------- | ------- |
| NP   |      |      |      |      |      | 9    | 8       |         | 8       |         |
| NS   |      |      |      |      |      | 9    | 8       |         | 8       |         |
| MVP  |      |      |      |      |      |      |         |         |         | 2       |
| GR   | 12   | 12   | 12   | 12   | 12   | 12   | 12      | 12      | 12      | 12      |
| OT   |      |      | 12   | 12   | 12   | 12   | 12      | 12      | 12      | 12      |
| DR   |      |      |      |      |      |      |         |         | 12      |         |
| HL   |      |      |      |      | 12   | 12   | 12      | 12      |         | 12      |
| FS   |      |      |      |      |      |      |         | 12      |         | 12      |
| SP   | 48   | 48   | 48   | 48   | 48   | 48   | 48      | 48      | 48      | 48      |
| B    | 240  | 84   | 240  | 84   | 240  | 84   | 240     | 96      | 240     | 96      |
| W    | 180  |      | 180  |      | 180  |      | 180     |         | 180     |         |
| T    | 60   |      | 60   |      | 60   |      | 60      |         | 60      |         |

|          | BBH2010  | BBH2010  | BBH2010 | BBH2011 | BBH2011 | BBH2011 | BBH2011 | BBH2012 | BBH2012 | BBH2013 | BBH2013 | BBH2013 | BBH2013  | BBH2013  |
| Ver.     | 6.0      | 6.5      | 6.9     | 7.0     | 7.3     | 7.6     | 7.9     | Vol.1   | Vol.2   | Vol.1   | EX1     | Vol.2   | EX2      | EX3      |
| -------- | -------- | -------- | ------- | ------- | ------- | ------- | ------- | ------- | ------- | ------- | ------- | ------- | -------- | -------- |
| NP       | 4        | 2        | 2       |         | 8       |         |         |         | 4       |         |         | 6       |          |          |
| NS       | 4        | 2        |         |         | 8       |         |         |         | 4       |         |         |         |          |          |
| MVP      |          |          | 2       |         |         |         | 2       |         |         | 2       |         |         |          |          |
| GR/KP/RP | 12（KP） | 12（RP） |         | 12      |         | 12      | 12      | 12      | 12      | 12      |         | 12      |          |          |
| SJ       |          |          |         |         |         |         |         |         |         |         | 11      |         |          |          |
| RV       |          |          |         |         |         |         |         |         |         |         | 12      |         |          |          |
| ET/ES    |          |          |         |         |         |         |         |         |         |         |         |         | 36（ET） | 36（ES） |
| OT       |          |          |         |         | 12      | 12      |         |         | 12      |         |         |         |          |          |
| AS       |          | 8        |         |         |         |         |         |         |         |         |         |         |          |          |
| TH       |          |          | 19      |         |         |         | 19      |         |         |         |         |         |          |          |
| BN       |          |          | 17      |         |         | 17      |         |         |         |         |         |         |          |          |
| AW       |          |          |         |         |         |         |         |         |         | 28      |         |         |          |          |
| MM       |          |          |         |         |         |         |         |         |         | 12      |         |         |          |          |
| CU       |          |          |         | 12      |         |         |         | 12      |         |         | 24      |         |          |          |
| NW       |          |          |         |         |         |         |         |         |         |         | 36      |         |          |          |
| TB       |          |          |         |         |         |         |         | 12      |         |         |         |         |          |          |
| SS       |          |          |         |         |         |         |         |         | 12      |         |         |         |          |          |
| DR       | 12       |          |         | 12      |         |         |         |         |         |         |         |         |          |          |
| SR       |          |          |         |         |         |         |         | 12      |         |         | 12      |         |          |          |
| PR       | 36       |          |         |         |         |         |         |         |         |         |         |         |          |          |
| OP       | 12       |          |         |         |         |         |         |         |         |         |         |         |          |          |
| OH       | 12       |          |         |         |         |         |         |         |         |         |         |         |          |          |
| SL/EP    |          | 36       |         |         | 12      |         |         |         |         |         |         |         | 24       | 24       |
| IL       |          | 24       |         |         |         |         |         |         |         |         |         |         |          |          |
| IA/SA    |          | 36       |         |         |         | 36      |         |         |         |         |         |         |          |          |
| SG/DS    |          |          | 36      |         |         |         | 36      |         |         |         |         |         |          |          |
| HL       |          |          | 12      |         |         |         |         |         | 12      |         |         |         |          |          |
| FS       |          |          | 12      |         |         |         | 12      |         |         |         |         |         |          |          |
| EX       |          |          | 36      |         |         |         |         |         |         |         |         |         |          |          |
| RS       | 36       |          |         |         |         | 24      | 24      |         | 36      |         |         |         |          |          |
| SP       |          |          |         | 24      | 24      |         |         | 48      |         | 36      |         | 36      | 36       | 36       |
| RB/RG    | 240      | 96       | 144     | 240     | 48      | 144     |         | 288     | 24      | 216     | 36      | 192     | 36       | 36       |
| RW/NM    | 120      | 48       |         | 144     | 48      | 72      |         | 144     | 48      | 84      | 24      | 96      | 24       | 24       |
| T        | 60       |          |         | 48      |         |         |         | 48      |         |         |         |         |          |          |

#### ノンカード選手
通常のノンカード選手を除き、選手登録画面から登録する。
- 通常ノンカード選手

監督登録直後や新作移行時に選手が不足した場合などに登録される選手。差し替えた場合、元に戻すことはできない。BBH2012以降は成長するようになったが、次回作移行時に経験値はリセットされる。
- スペシャルノンカード選手

BBH2012から登場した、キャンペーンで入手できるノンカード選手。BBH2013では、コナミ日本シリーズ2013限定ノンカード選手（出場チームである東北楽天ゴールデンイーグルスおよび読売ジャイアンツの選手からカード化）が登場した。
- プレミアムノンカード選手

BBH2014から登場した、スカウト機能で入手できる選手。BBH2013からデータを引き継いだ場合、スペシャルノンカード選手はこの券種になる。レアプレミアムノンカード選手は開眼システムなど、BBH2014のカード選手と同等の成長ができる。
- ドリナイ選手

BBH2013から登場。『プロ野球ドリームナイン』（ドリナイ）と連携した場合に登録できる選手。BBHで使用可能な選手（過去にカード化されたことのある選手）をドリナイの第1オーダーに組み込んでいる場合に、BBHの選手登録画面から登録できる。
ドリナイ選手カードと一部のスペシャル（プレミアム）ノンカード選手は、カード登録選手同様の細かい指示が行える。

### カードデザイン
選手カードの表面には選手の写真、名前、所属チーム、背番号が記載されており、投手の場合は球威・変化球・コントロール・スタミナ・守備力の各能力（最大100。BBH2013までは最大20で、BBH2014で旧券を使用する場合には5倍された数字が適用される）およびその合計値と先発・中継ぎ・抑えの適性が、野手の場合はパワー・ミート・走力・送球・守備力およびその合計値と守備位置が記載されている。また、PUV・FVでは、日本一になったチームのエンブレムや、優勝時のエンブレムが表記されている他、右下にベストナインや、MVPなどの獲得タイトル、通算1500打点や通算100セーブといった節目となる記録達成などの表記が追加されている。BBH2012以降のカード一部を除きは実際の試合と連動して能力が変動するので能力値は書かれていない。
選手カードの裏面には選手の顔写真、生年月日、身長・体重、利き腕（作品によっては血液型や出身地）、選手の簡単なプロフィール（PUV・FVではシーズンの成績）、スキル・スペシャルスキル、投手の場合は投げられる変化球およびそのレベルが7段階、野手の場合は各守備位置の守備ランクが5段階で記載されている。
裏面のカードナンバーは左からバージョン（ロケテストをA,初期バージョンをB,以下追加バージョンごとにC,D…と割り振られる。BBH2013はロケテストを行わなかったため、Vol.1がAとなる）、年度の下2桁、レアリティを表すアルファベット、カードの番号/そのレアリティの枚数、（エラーカードの修正版を表すA）を意味している。
能力がSECRET表記であるカードの表面は各種パラメータの代わりに選手の大きな写真が使われており、裏面のスキル・スペシャルスキルも書かれていない。守備ランク・変化球レベルはBBH3以降記載されるようになった。
ノスタルジック・ノスタルジックプレミアムカードの裏面には守備ランク・変化球レベルの他に選手の解説と成績が書かれており、ノスタルジックプレミアムの表面にはその選手のキャッチフレーズが書かれている。

### スキル
各選手には、基本的な5種類のステータスのほかに投手・野手それぞれ10種類の5段階のスキルが各選手に設定されている。また、一部の選手には、「スペシャルスキル」（カードには「SPECIAL SKILL」と表示されている）と呼ばれる特殊能力がある。一定の条件を満たしていれば、選手の能力がアップする（BBH2014では、成長の状況によって、スキルに小数点がつく場合があるが、試合では小数点を切り捨てるため、10段階上昇させないと能力として発動しない）。
ミッションスキル
BBH2008・2009では、試合開始前に1選手にミッション（課題）を与え、成功することで能力を上昇させることができるようになった。課題は上げたい選手能力と選手の能力値によって変化する。1選手に付けられるミッションスキルは1つのみで、すでにミッションスキルを持っている選手に新しいミッションスキルを獲得させると上書きされる。また、一定期間経過するとミッションスキルは削除される。BBH2009では、さらにミッションをクリアすることでミッションスキルを強化できる。
EXスキル
ミッションスキルの代わりにBBH2010-2013で登場。条件を満たした時点でスキルを獲得できるようになった。キャリアアップをすると、装備できる数や覚えるスキルのレベルなどが増え、より選手を強化できる。
カスタムスキル→カスタムアビリティ
プレイヤーが自由に選手の能力を上昇させられる。
- BBH2013のカスタムスキルではチャンス+1、パワー+1など任意の選手の特定のスキル・能力を1つ上昇させることができる。別のカスタムスキルに切り替えることは可能だが、外したカスタムスキルは消滅し、他の選手に付け替えることはできない。
- BBH2014では選手アビリティに変更。開眼した選手の能力のうち、MAXになっていないスキル・能力を最大5回（稼働当初は3回）まで上昇できる。効果は+1,+3,+5の3種類がある。

#### デジタルカード
BBH2013の時点でデジタルカード（以下デジカ）は3種類あったが、BBH2014ではシステムの変更によりデジカの名称がなくなった。
選手デジカ→選手アビリティ
BBH2010から登場したデジタルカード。選手デジカはBBH2010以降の選手カードに使用することで能力が上昇する。主な入手方法は次のとおり。
- 全国ペナントレースに参加する。
- 全国ペナントレースでの日本シリーズに参加して優勝する。
- 「VSチャレンジ」をプレイする。
- ソーシャルゲーム『プロ野球ドリームナイン』と連携する（GREE、dゲーム、mixi、TSUTAYA.com kiwi版と連携可能）。

BBH2014では選手アビリティに名称変更した。
攻略デジカ
BBH2011から登場したデジタルカード。攻略デジカは、その対象となっている相手チームの選手が試合に出場すると、能力を下げることができる。対人戦しか使用できない。BBH2011での入手方法は以下の手順のとおり。
- 試合前に、相手チームの1軍選手から、攻略対象とする選手を投手と野手それぞれから1人ずつ選択する。
- 攻略対象として選んだ選手が試合に出場するごとに攻略ゲージが上昇し、ゲージが上限に達するとその選手の攻略デジカが入手できる。
- BBH2012・2013では1試合につきランダムに1枚を入手し、使用することで消滅する消耗品となった。BBH2014で廃止。

アイテムデジカ→アイテム
BBH2011から登場したデジタルカード。経験値増加、コンディション上昇など様々な効果がある。試合前に自チームの選手に使用する。1試合につき5枚（BBH2012以降は10枚）まで使用できるが、一度使用すると使用したアイテムデジカは消滅する。入手方法はJOYメダル（PASELIを使用してプレイすると入手できる）を5枚集めるごとに、アイテムデジカを入手できる。そのほかにも1日の連続プレイボーナスやイベントなどで配布される場合がある。BBH2014ではアイテムに名称変更した。

#### チームスキル
監督スキル
BBH2008・2009に登場。全国ペナントモードでの選手起用法などの監督采配によって監督スキルが付き、スキルに応じて投手攻略度やベンチムード上昇などチーム全体に影響を及ぼす。付与できるスキルは1つのみ。
タクティカルスキル
BBH2010以降、監督スキルに代わり登場。監督の段位・JOYメダル・スタンプコンプリートなどで入手できる各種スキルをコスト内で組み合わせるシステムに変更された。

### カードコンボ
BBH3以降、球団所属選手を特定の打順や状況で使用すると、選手の能力がアップする「カードコンボ」が発動する。

#### 攻撃カードコンボ
- クリーンナップコンビ：対象選手の打順を3番・4番、もしくは5番・6番で固定起用すると、ミート率が上昇する。BBH3では常時発動したが、BBH2008以降では走者のいる状況で発動する。
- クリーンナップトリオ：対象選手の打順を3番・4番・5番で固定起用すると、ミート率が上昇する。上記のクリーンナップコンビ同様、BBH3では常時発動したが、BBH2008以降では走者のいる状況で発動する。
- 先手必勝：対象選手の打順を1番・2番で固定起用すると、ミート率が上昇する。BBH3では常時発動したが、BBH2008以降では3回裏まで両チーム無得点ならば発動する。
- アベック砲：対象選手の打順を3番・4番、もしくは5番・6番の連続した打順で起用し、かつ走者のいない状況で発動。ホームラン率が上昇する。
- 得点パターン：BBH2008で導入されたコンボ。対象選手2名のうち1名が得点圏走者の時に発動し、ミート率が上昇する。対象選手2名の打順は離れていてもかまわない。
- フレッシュコンビ：BBH2008で導入されたベンチムードに関するコンボ。対象選手2名を特定の打順で起用すると発動。ベンチムードが上昇しやすくなる。
- ベテランコンビ：BBH2008で導入されたベンチムードに関するコンボ。効果はフレッシュコンビと同じ。
- 恐怖の下位打線：BBH2009で導入されたコンボ。対象選手の打順を7番・8番（DH無しの場合）、もしくは8番・9番（DH有りの場合）で起用すると、ミート率が上昇する。対象選手の打順はどちらでもよい。

#### 守備カードコンボ
- 黄金バッテリー：対象となるバッテリーの組み合わせで発動する。BBH3ではスタミナ消費量が減少したが、BBH2008以降では投手攻略度の上昇率を低下させる。
- 中継ぎリレー：対象選手で連続して継投（順不同。代打を挟んでもかまわない・対象選手が先発の時は発動不可。）すると発動。投手のVSサークルの大きさを小さくすることが出来る。
- 必勝リレー：対象となる投手で継投（順不同。中継ぎリレー同様、代打を挟んでもかまわない・対象選手が先発の時は発動不可。）すると発動。投手のVSサークルの大きさを小さくすることが出来る。BBH3では常時発動したが、BBH2008以降では7回以降に自チームが3点以内でリード、もしくは1点ビハインドの時に発動する。

## 全国大会
共通ルールとして参加資格はe-AMUSEMENT PASSを使用して監督登録しているプレイヤー（BBH2009までは監督ランク初段以上）。また、DHの有無は大会によって異なる。

### BBH1の全国大会
セ・パ交流戦
ルール
- プレイ球団と違うリーグの6球団とマッチングが行われ、各球団のうちもっと評価ポイントが高い試合の合計値を競う。
- 大会プレイ時は経験値の変動が大きい。

### BBH2の全国大会
英雄杯
ルール
- 予選期間中の対人戦3連戦を1セットとしてカウントし勝ち越しを決めた時点で1枚獲得となる。「予選メダル」の獲得枚数を競い、予選終了時の上位50%のプレイヤーを決勝進出となる。
- 自球団を含めた全12チームとマッチングするため、BBH2のオンラインでは唯一同チームと対戦する可能性がある。
- 段位の変動は対戦球団及び予選・決勝を問わず3連戦の結果で判定される。一方予選メダルの獲得判定は勝ち越しもしくは勝ち越せないことが確定した時点で判定される（2連勝、2連敗または1敗1分の場合は次のメダル獲得判定に移る）ので、予選メダルの獲得判定が段位の変動と同期しないことがある。
- 決勝は、決勝開始時、所持する予選メダル3枚につき「決勝メダル」1枚を支給。決勝戦は予選と異なり決勝メダルを対戦相手と奪い合う形式となり、試合終了時に勝利プレイヤーが敗北したプレイヤーから決勝メダルを1枚獲得する。
  - 決勝メダル0枚の場合は0枚同士でのマッチングとなり、勝ったほうにメダルが贈呈され、負けたほうにペナルティはない。
- 参加特典として、大会終了後（結果確定後の大会結果閲覧画面にて）、プレイヤーチームの全選手に『大会参加試合数×15』ポイントの経験値を進呈（途中終了分は含まない）。

週刊ベースボール杯 春の開幕ダッシュキャンペーン
- 参加するとプロ野球OBとゲームで対戦する権利の応募資格が与えられた。

球団対抗戦
- 基本的には英雄杯と同じルールだが、使用できる選手カードに制限があり、BBH2製品版でプレイチームと同じチームでカード化された選手しか使えない（BBH1で排出され、BBH2で排出されない選手も使用不可）。選手カードのバージョンは1.0から2.5までいずれも使用可能。
- 使用不可の選手を登録していた場合、所属チームのノンカード選手が補充される（初期設定で所属する選手以外が補充される場合もある）。
- 入れ替えられた選手は契約試合数に加算されないが、経験値ボーナスは獲得できる。
- 第1回球団対抗戦の予選通過条件は「予選メダル2枚以上獲得」であった。

### BBH3の全国大会
英雄杯
ルール
- 段位の変動および選手レベルなどの処理は全国ペナントレースと同様。
- 連続する6試合の「評価点」を競う。評価点の算出方法は全国ペナントモードのペナントポイントの算出点とは異なる。6試合に達していない場合は、足りない試合を0ポイントとして扱う。
- 参加特典はBBH2と同じ。

### BBH2008の全国大会
英雄杯
ルール
- 予選ラウンドでは各日連続2試合、決勝ラウンドでは決勝期間中の連続5試合の成績を集計する。規定試合に達していない場合は、足りない試合を0ポイントとして扱う。
予選ラウンド
  - 成績集計は1日ずつの区切りで集計される（集計時間は9:00～翌日4:59）。
  - 各日のランキングの上位8%がA決勝、上位40%がB決勝、それ以外がC決勝への参加権を得る。

前日までにA決勝進出権を獲得したプレイヤーはランキング集計の対象外となるが、決勝のためのスコア更新は可能。また、A決勝進出権を得られなかったプレイヤーは翌日以降もスコア集計の対象になるため、A決勝を目指すことは可能。
決勝ラウンド
  - 成績集計は決勝期間を通して集計される（集計時間は決勝開始日の9:00～決勝最終日の23:59）。
  - 決勝のポイントは予選連続2試合のハイスコア（アドバンテージ）+決勝連続5試合のハイスコア+勝ち越しポイント（勝ち越し1つにつき300P）で算出される。
  - 参加特典として、大会終了後（結果確定後の大会結果閲覧画面にて）、プレイヤーチームの全選手に以下の経験値を進呈。

| 大会名 | その他    |
| ------ | --------- |
| A決勝  | 20×試合数 |
| B決勝  | 15×試合数 |
| C決勝  | 10×試合数 |

熱球杯
ルール
参加できるチームに「BBH2008における『球団所属選手』が80%以上」という条件が加わる。
- 「球団所属選手」における前述を参照。
- 熱球杯のコンティニュープレイ中は選手登録の入れ替えができず、背番号変更・一軍二軍の入れ替えのみが実行可能。

### BBH2009の全国大会
BBH杯
- ルールはBBH2008の英雄杯と同様（A決勝・B決勝の進出割合は変更された）。

真・英雄杯（第1回）
- ルールはBBH杯と同様で、参加できるチームに「BBH2009の全国大会でA決勝に進出したことがあるチーム」という条件が加わる。

球団対抗戦
- 参加できるチームに「1軍登録選手が全てBBH2009における球団所属選手である」という条件が加わる。

熱球杯
- 参加できるチームに「1軍登録選手のうち、BBH2009における他球団所属選手（球団所属選手以外の選手）が5人以下」という条件が加わる。

WORLD BASEBALL CLASSIC™最強決定戦
ルール
- WBCモードを使用して対戦する。各試合ごとにチームの変更ができる。
- 基本ルールはBBH杯と同様だが、プレイヤーが勝利した際に使用したチームに応じて予選・決勝ボーナスが与えられる（各チーム予選・決勝1回ずつ）。予選ボーナスはアドバンテージに計上され、決勝ラウンドにも影響する。
- 球数制限が設けられている（予選ラウンド70球、決勝ラウンド100球）。
- 参加特典として、大会終了後（結果確定後の大会結果閲覧画面にて）、順位に応じた勝ち星が与えられプレイヤーチームの全選手のモチベーションが上昇する。

| 大会名 | 真・英雄杯 | その他（WBC除く） |
| ------ | ---------- | ----------------- |
| A決勝  | 30×試合数  | 20×試合数         |
| B決勝  | 25×試合数  | 15×試合数         |
| C決勝  | 20×試合数  | 10×試合数         |

### BBH2010の全国大会
BBH杯
ルール
- ルールはBBH2008・2009の英雄杯・BBH杯と同様（A決勝・B決勝の進出割合は変更された）。
- 参加特典の経験値の配分が以下のように変更された。これらは1試合終了ごとに配布される。対象は9イニング終了のみで、途中終了およびコンティニュー拒否の場合は配布されない。

真・英雄杯（第2回）
- ルールはBBH杯と同様で、参加できるチームに「BBH2010の全国大会でA決勝に進出したことがあるチーム」という条件が加わる。

球団対抗戦
- 基本ルールはBBH2009の球団対抗戦と同様で、条件が「1軍登録選手が全てBBH2010における球団所属選手である」に変更された。

熱球杯
- 参加できるチームに「1軍登録選手のうち、BBH2010における他球団所属選手（球団所属選手以外の選手）が6人以下」という条件が加わる。

| 大会名 | 真・英雄杯 | その他 |
| ------ | ---------- | ------ |
| A決勝  | 300        | 250    |
| B決勝  | 250        | 200    |
| C決勝  | 200        | 150    |
| 予選   | 150        | 150    |

### BBH2011の全国大会
KONAMI Arcade Championship 2011（BASEBALL HEROES 2011 SHINE STAR）
ルール
- 2ステージ制の予選ラウンド（従来の全国大会の予選・決勝に相当）と決勝ラウンドに分かれる。
- 予選1stステージのルールはBBH2010のBBH杯予選と同様（進出割合は変更された）。
- 予選2ndステージのポイントは連続5試合のハイスコア+連続した10戦（Aグループは20戦）の勝利数ポイントで算出される。また、「KONAMI Arcade Championship 2011」の決勝ラウンド参加申し込みをしたプレイヤーのうち、2ndステージのポイント上位8名が決勝ラウンド（トーナメント戦）に進出する。

THREE STARS CUP（スリースターズカップ）
ルール
- エントリー時に、チームを以下の3グループに分ける。所属決定後の変更はできない。
  1. ブルースターグループ：1軍の「他球団所属選手」が0人（2011年12月-2012年1月開催の第1回は4人以下）
ブルースターに所属しなかったチームは、以下の条件でレッドスター・イエロースターのどちらかに所属する。2012年1-2月開催の第2回ではイエロースターの条件を満たした場合にブルースターかイエロースターのどちらに登録するか選択できる。
  2. レッドスターグループ：チーム戦力値・監督ランクのどちらかが高いチーム
  3. イエロースターグループ：チーム戦力値・監督ランクの両方が低いチーム
- 予選ラウンドなし。
- ポイントは連続5試合のハイスコア+連続した20戦の勝利数ポイントで算出される。
- 第3回真・英雄杯（BBH2012で開催）の出場条件は各グループ500位以内。

### BBH2012の全国大会
共通ルール
- 2ラウンド制で、第2ラウンドでは第1ラウンドの上位25％がAクラス、その他のプレイヤーはBクラスに所属する。
  - 参加特典は、最後までプレイした場合に全選手（不出場・2軍含む）に経験値（予選：1500、Aクラス：2500、Bクラス：2000）が加算される。

KONAMI Arcade Championship 2012（BASEBALL HEROES 2012）
ルール
- エントリー時に以下の2グループに分かれる。マッチングは同じグループで行われる。
  1. ブルースターグループ：1軍の「他球団所属選手」が0人
  2. レッドスターグループ：1軍の「他球団所属選手」が1人以上
- 前年同様、2ステージ制の予選ラウンドと決勝ラウンドに分かれる。
- 大会ポイントは試合の勝敗によって加算される。規定試合数はない。
- 予選1stステージの各グループ上位25%が予選2ndステージAクラス、その他のプレイヤーがBクラスとなる。
- 予選2ndステージでは同クラス・同グループ同士の対戦となり、KAC決勝ラウンドにエントリーした東日本・西日本（エントリー時の都道府県で決定）Aクラス上位4名、2グループ計16名が決勝ラウンドに進出する。また、KAC決勝ラウンドにエントリーの有無と関係なく、Aクラス進出者は第3回真・英雄杯の参加資格を獲得する。
- 決勝ラウンドではグループに関係なくトーナメント方式で対戦する。

真・英雄杯（第3回）
- 参加できるチームは「BBH2011のTHREE STARS CUPで各グループ上位500位以内になったことがあるチーム」または「KAC2012で各グループの予選2ndステージAクラスに進出したチーム」。
- 球団所属選手の人数によるグループ分けはない。
- 大会ポイントは連続20戦の最高値で算出される。

### BBH2013の全国大会
共通ルール（真・英雄杯除く）
大会専用モードはなく、全国ペナントレースモードを使用する。カテゴリ分けはペナントレースに準ずる（ランキングはカテゴリ分けなし）。
参加特典はKAC2013第1回予選ラウンドは試合中に獲得できる経験値が+25%、KAC2013第2回予選ラウンド以降は試合を最後までプレイした場合に全選手（2軍・不出場選手含む）に経験値+1500。
対戦相手の球団または所属地域ごとにポイント集計を行う。ポイントは試合ポイントのハイスコア+☆ボーナス（勝敗に応じて獲得。1球団・地域あたり最大15個）で算出。
KONAMI Arcade Championship 2013（BASEBALL HEROES 2013）
ルール
- 12球団制覇戦方式。
  - 全12球団の球団ポイントの合計値を競う。
  - マッチング対象は全12球団。
- 2回の予選ラウンドの上位4名ずつが決勝ラウンドに進出。

6地域制覇戦
ルール
- 全6地域の地域ポイントの合計値を競う。
- マッチング対象は全12球団。

6球団制覇戦
ルール
- 全6球団の地域ポイントの合計値を競う。
- マッチング対象はプレイチームではないリーグの6球団。

真・英雄杯（第4回）
- 参加できるチームは以下の順位条件を満たしたチーム。

| 大会名                    | 条件             |
| ------------------------- | ---------------- |
| KAC2013予選ラウンド       | 上位各1000チーム |
| 6地域制覇戦（2013年12月） | 上位各1000チーム |
| 6球団制覇戦               | 上位3000チーム   |
| 6地域制覇戦（2014年3月）  | 上位4000チーム   |

- 大会専用モードを使用して対戦する。
- マッチングには大会専用のマッチングレートが使用され、大会ポイントにも影響する。
- 球団所属選手の人数によるグループ分けはない。
- 2ラウンド制で、第2ラウンドでは第1ラウンドの上位30％がAクラス、その他のプレイヤーはBクラスに所属する。
  - 参加特典は、最後までプレイした場合に全選手（不出場・2軍含む）に経験値（予選：1500、Aクラス：2500、Bクラス：2000）が加算される。
- 大会ポイントは連続20戦の最高値で算出される。

### BBH2014の全国大会
基本ルールはBBH2013とほぼ同じ。特定試合数消化ごとにカスタムアビリティがもらえる。
6地域制覇戦
- BBH2013と同じ。

6球団制覇戦
- マッチング対象はプレイチームの所属するリーグの6球団の大会か別リーグの6球団のどちらか。

12球団制覇戦
- マッチング対象は全12球団。

BBHサバイバルシリーズ
- 3ステージに分かれた勝ち抜き戦の優勝回数を競う。
- マッチング対象は全12球団。
  - レッド・ブルーのマッチング分けなし（ブルーカテゴリのチームは条件を満たす選手が絶好調の状態から試合開始。打撃成績により好調以下に下がる場合もある）。
- 対戦は3つのステージに分かれている。以下の条件を達成すれば次のステージへ進出。達成できなければ敗退となり1stステージに戻る。Finalステージを勝ち越せば優勝となり、次の試合はFinalステージから始まる。

| 回    | 開催時期   | 勝ち抜け条件 | 勝ち抜け条件 | 勝ち抜け条件 | 絶好調選手                           |
| 回    | 開催時期   | 1st          | 2nd          | Final        | 絶好調選手                           |
| ----- | ---------- | ------------ | ------------ | ------------ | ------------------------------------ |
| 第1回 | 2014年10月 | 1試合で1勝   | 3試合で2勝   | 5試合で3勝   | ブルーカテゴリ球団の全選手           |
| 第2回 | 2015年1月  | 3試合で2勝   | 5試合で3勝   | 7試合で4勝   | ブルーカテゴリ球団の球団所属選手全員 |
| 第3回 | 2015年5月  | 1試合で1勝   | 3試合で2勝   | 5試合で3勝   | ブルーカテゴリ球団の球団所属選手全員 |

真・英雄杯（第5回・FINAL）
- 参加できるチームは以下の順位条件を満たしたチーム（2015年2月までの大会で第5回の出場条件を達成したチームはFINALも参加可能）。

| 大会名                              | 条件             |
| ----------------------------------- | ---------------- |
| 6地域制覇戦                         | 上位各1500チーム |
| 6球団制覇戦（2014年9月）            | 上位各1500チーム |
| BBHサバイバルシリーズ（2014年10月） | 上位各1500チーム |
| 12球団制覇戦                        | 上位各2500チーム |
| BBHサバイバルシリーズ（2015年1月）  | 上位各2500チーム |
| 6球団制覇戦（2015年2月）            | 上位4000チーム   |
| 6球団制覇戦（2015年4月）            | 上位各3000チーム |
| BBHサバイバルシリーズ（2015年5月）  | 上位各3000チーム |

- 参加特典は、最後までプレイした場合に全選手（不出場・2軍含む）に経験値（予選：1500、Aクラス：3000、Bクラス：2000）が加算される。
- 基本ルールはBBH2013の第4回真・英雄杯と同じ。